# Mastixis hyades
Mastixis hyades là một loài bướm đêm trong họ Noctuidae.